# Petersen Peak
Der Petersen Peak ist ein 1215 m hoher und felsiger Berg im ostantarktischen Coatsland. Im nordzentralen Teil der Shackleton Range ragt er 10 km südwestlich der Morris Hills auf. 
Teilnehmer der Commonwealth Trans-Antarctic Expedition (1955–1958) unter der Leitung des britischen Polarforschers Vivian Fuchs kartierten und benannten ihn 1957. Namensgeber ist Hans Christian Petersen, Kapitän des Forschungsschiffs Magga Dan, das zwischen 1956 und 1957 Teilnehmer der Expedition zum Filchner-Ronne-Schelfeis transportiert hatte.